# 重ノ海博久
重ノ海 博久（しげのうみ ひろひさ、1967年6月14日 - ）は、鹿児島県大島郡瀬戸内町出身で武蔵川部屋に所属した元大相撲力士。本名は重村 博久（しげむら ひろひさ）。182cm、126kg。最高位は西十両11枚目。得意技は左四つ、出し投げ、血液型はB型。

## 経歴
小学生時代は柔道を習ったが、瀬戸内町立古仁屋中学校では相撲部に所属して 2年生の時に全国中学校相撲選手権大会で団体優勝に貢献した。 3年生の全国大会で武蔵川に素質を見出されて勧誘された。当初は入門を迷ったが何度も武蔵川が訪ねて来るうちに熱意に動かされて入門を決意した。
1983年3月場所に初土俵。初土俵から3年で幕下に昇進したが、負傷もあってなかなか定着することができなかった。1990年に入ると幕下でも勝ち越せるようになり、1993年になると幕下上位に定着する。そして、1993年11月場所に念願の十両昇進を果たす。瀬戸内町から史上初の関取となったが、この場所は4勝11敗と大敗。翌場所に幕下陥落。十両在位は1場所で終わる。1997年5月場所限りで引退。引退後は福岡県福岡市中央区で相撲料理店「ちゃんこ重ノ海」を経営している。

## エピソード
- 当時幕下であった1992年2月29日夜、大阪府東大阪市の後援者宅で食事中に、外から交通事故の音を聞きつけ、同席していた幕下・武蔵龍、序ノ口・篠原（最高位幕下、引退時は武蔵城を名乗る）と共に負傷者の応急手当や現場での交通整理にあたった。これを受けて3月6日に、布施警察署から感謝状を贈呈された[2]。
- 引退後も部屋とは交流があり、14代武蔵川が大相撲野球賭博問題による心労に見舞われていた際は世話人の荒ノ浪二朗(元幕下)に「オヤジ(14代武蔵川のこと)に何かあったらすぐ電話しろ!ニュースで知るようなことがあったら許さんぞ!」と思わず電話した[3]。

## 主な成績
- 通算成績：305勝265敗34休  勝率.535
- 十両成績：4勝11敗  勝率.267
- 現役在位：86場所
- 十両在位：1場所

### 場所別成績
| | 一月場所 初場所（東京） | 三月場所 春場所（大阪） | 五月場所 夏場所（東京）   | 七月場所 名古屋場所（愛知） | 九月場所 秋場所（東京） | 十一月場所 九州場所（福岡） |
| --- | ----------------------- | ----------------------- | ------------------------- | --------------------------- | ----------------------- | --------------------------- |
| 1983年 （昭和58年） | x                       | （前相撲）              | 西序ノ口11枚目 5–2        | 東序二段115枚目 6–1         | 東序二段44枚目 3–4      | 西序二段59枚目 7–0          |
| 1984年 （昭和59年） | 東三段目49枚目 4–3      | 西三段目32枚目 0–7      | 東三段目79枚目 1–6        | 東序二段18枚目 3–4          | 東序二段30枚目 4–3      | 西序二段10枚目 5–2          |
| 1985年 （昭和60年） | 東三段目76枚目 3–4      | 東三段目91枚目 4–3      | 東三段目66枚目 2–5        | 西三段目93枚目 6–1          | 西三段目41枚目 3–4      | 西三段目54枚目 5–2          |
| 1986年 （昭和61年） | 西三段目15枚目 5–2      | 東幕下53枚目 2–5        | 西三段目15枚目 休場 0–0–7 | 東三段目67枚目 4–3          | 東三段目41枚目 5–2      | 東三段目14枚目 4–3          |
| 1987年 （昭和62年） | 東三段目3枚目 5–2       | 東幕下41枚目 1–6        | 東三段目13枚目 3–4        | 東三段目24枚目 5–2          | 東幕下60枚目 3–4        | 東三段目13枚目 3–4          |
| 1988年 （昭和63年） | 西三段目28枚目 0–1–6    | 東三段目89枚目 6–1      | 西三段目36枚目 0–1–6      | 東三段目96枚目 5–2          | 東三段目59枚目 4–3      | 西三段目38枚目 2–5          |
| 1989年 （平成元年） | 西三段目66枚目 4–3      | 西三段目50枚目 3–4      | 西三段目67枚目 5–2        | 西三段目35枚目 4–3          | 西三段目18枚目 5–2      | 東幕下48枚目 3–4            |
| 1990年 （平成2年） | 東三段目2枚目 5–2       | 西幕下42枚目 4–3        | 西幕下30枚目 4–3          | 東幕下23枚目 2–5            | 西幕下40枚目 5–2        | 西幕下20枚目 6–1            |
| 1991年 （平成3年） | 東幕下7枚目 3–4         | 東幕下11枚目 3–4        | 東幕下16枚目 2–5          | 東幕下33枚目 5–2            | 西幕下18枚目 2–5        | 東幕下35枚目 4–3            |
| 1992年 （平成4年） | 西幕下26枚目 3–4        | 東幕下35枚目 1–2–4      | 西三段目8枚目 5–2         | 東幕下47枚目 5–2            | 東幕下28枚目 4–3        | 西幕下20枚目 5–2            |
| 1993年 （平成5年） | 西幕下9枚目 4–3         | 東幕下4枚目 2–6         | 東幕下17枚目 5–2          | 東幕下9枚目 5–2             | 西幕下2枚目 6–1         | 西十両11枚目 4–11           |
| 1994年 （平成6年） | 東幕下7枚目 2–5         | 東幕下21枚目 6–1        | 東幕下8枚目 2–5           | 西幕下23枚目 0–3–4          | 西幕下58枚目 休場 0–0–7 | 西幕下58枚目 5–2            |
| 1995年 （平成7年） | 東幕下39枚目 6–1        | 東幕下17枚目 5–2        | 東幕下11枚目 5–2          | 西幕下5枚目 3–4             | 西幕下10枚目 2–5        | 西幕下23枚目 3–4            |
| 1996年 （平成8年） | 西幕下31枚目 4–3        | 西幕下22枚目 3–4        | 西幕下32枚目 4–3          | 東幕下21枚目 2–5            | 東幕下41枚目 4–3        | 西幕下30枚目 4–3            |
| 1997年 （平成9年） | 東幕下21枚目 4–3        | 西幕下17枚目 2–5        | 西幕下31枚目 引退 3–4–0   | x                           | x                       | x                           |
| 各欄の数字は、「勝ち-負け-休場」を示す。 優勝 引退 休場 十両 幕下 三賞：敢=敢闘賞、殊=殊勲賞、技=技能賞 その他：★=金星 番付階級：幕内 - 十両 - 幕下 - 三段目 - 序二段 - 序ノ口 幕内序列：横綱 - 大関 - 関脇 - 小結 - 前頭（「#数字」は各位内の序列） |                         |                         |                           |                             |                         |                             |

## 改名歴
- 重村 博久（しげむら ひろひさ）1983年3月場所 - 1988年7月場所
- 重ノ海 博久（しげのうみ ひろひさ）1988年9月場所 - 1997年5月場所